# دیدورف (تورینگن)
دیدورف (به آلمانی: Diedorf) یک شهر در آلمان است که در تورینگن واقع شده‌است. دیدورف ۳۹۴ نفر جمعیت دارد.